# Луций Юлий Вописки Юл
Вижте пояснителната страница за други личности с името Луций Юлий Вописк Юл.
Луций Юлий Вописки Юл (на латински: Lucius Iulius Vopisci Iullus) e римски политик през началото на 4 век пр.н.е.
Произлиза от патрицианския gens Юлии, клон Юлий Юл с когномен Вописк. Син е на Луций Юлий Вописк Юл (трибун 401 пр.н.е.) и внук на Луций Юлий Вописк Юл (трибун 403 пр.н.е.).

Вописки Юл е избран за консулски военен трибун през 397, 388 и 379 пр.н.е. През 397 пр.н.е. той постъпва като доброволец във войската заедно с Авъл Постумий Албин Региленсис против Тарквиния.